# Klíčenka
Klíčenka je drobný předmět, sloužící k přenášení nebo uschovávání klíčů. Kromě významu pro fyzický objekt se pojem klíčenka používá též v software, který do klíčenky (anglicky keychain, keyring) ukládá šifrovací klíče.

## Pouzdro na klíče
Klíčenka jako pouzdro na klíče je běžný předmět denní potřeby. Jedná se o malé kožené, plátěné či koženkové pouzdro, ve kterém je umístěn kroužek na klíče, což je dvojitě vinutý kovový pérový kroužek, jenž slouží jako spojovací součást pro jednotlivé klíče. Pouzdro bývá opatřeno vhodným technickým mechanizmem, kterým lze klíčenku neprodyšně uzavřít (suchý zip, zdrhovadlo, knoflíky apod.). Pouzdro chrání obsah našich kapes, aktovek či kabelek před mechanickým poškozením, jež by mohlo případně vzniknout od kovových hran jednotlivých klíčů.
Do klíčenky obvykle umísťujeme klíče od jednoho a téhož objektu (dům, byt, kancelář, chalupa apod.), či klíče, jenž užívá jedna konkrétní osoba. Někdy lze klíčenku použít i jako pouzdro ma drobné mince nebo na jiné drobné předměty denní potřeby.
Kromě této základní funkce také klíčenka chrání samotné klíče před nepříznivými povětrnostními vlivy, zejména před možností koroze.

## Přívěsek ke klíčům
Je to předmět, připevňovaný ke klíči či svazku klíčů. Může to být recesistický, upomínkový nebo reklamní přívěsek, nebo miniaturní zařízení. Příkladem praktického zařízení je USB klíčenka, sloužící pro přenos dat. Přívěsky na klíče podle druhu materiálu, ze kterých jsou vyrobeny, dále rozlišujeme na gumové přívěsky vyrobené z měkčeného PVC, kovové přívěsky ze zinkové slitiny s reliéfním motivem z měkkého smaltu, silikonové přívěsky, textilní přívěsky s výšivkou a sublimačním tiskem, kožené přívěsky, plovoucí přívěsky z EVA pěny, plyšové přívěsky, nebo přívěsky vyrobené jako pouzdro na klíče.    

## Věšáček
Existují věšáčky na klíče, které jsou označovány slovem klíčenka, může se jednat třeba o ozdobný pásek či řetízek, jenž se připevňuje na oděv nebo na příruční zavazadlo, který je opatřen očky či kroužky pro připevnění klíčů, může se jednat i o ozdobný věšáček umístěný například u vchodových dveří do bytu či na jiném vhodném místě.

## Počítačová klíčenka
Analogií k fyzickým objektům je výraz klíčenka (anglicky keychain, keyring), který se používá pro označení úložiště šifrovacích klíčů (např. programem gpg) nebo software pro správu hesel. V operačním systému Mac OS X se pro ukládání hesel používá program s názvem Apple Keychain. Termín keychain byl poprvé použit v sérii článků IBM developerWorks.[zdroj?]